# Język enwan
Język enwan – język edoidalny używany w miejscowym rejonie rządowym Akoko Edo w Nigerii.